# Übersprechen
Übersprechen oder Nebensprechen, englische Bezeichnung crosstalk, abgekürzt XT, ist ein Begriff aus der Telefonie und bezeichnet ursprünglich einen Effekt, durch den man am Telefon ein anderes Gespräch leise mithören kann – daher der Name. Heute wird der Begriff in der Nachrichtentechnik allgemein für die unerwünschte gegenseitige Beeinflussung eigentlich unabhängiger Signalkanäle verwendet. Die Stärke des Übersprechens zwischen Kanälen wird in Dezibel (dB) angegeben.

## Elektrisches Übersprechen
Dem elektrischen Übersprechen (englisch crosstalk oder X-Talk) liegt ein einfacher physikalischer Vorgang zugrunde: ein Adernpaar stellt einen elektrischen Schwingkreis dar und kann daher sowohl als Sender als auch als Empfänger elektrischer Felder dienen. Wird nun ein elektrisches Signal, wie beispielsweise das Sprachsignal, über ein Adernpaar übertragen, das gemeinsam mit mehreren anderen Adernpaaren in einem Kabel geführt ist, so wird dieses Signal auf andere Adernpaare eingekoppelt. Die Einkopplung erfolgt induktiv, kapazitiv oder galvanisch, wobei der eingekoppelte Signalpegel nur sehr niedrig ist. Man spricht von Übersprechdämpfung, englisch crosstalk attenuation.
Bei Vollduplex-Datenübertragung unterscheidet man zwei Arten von unerwünschten Störungen: Nahübersprechen und Fernübersprechen, siehe unten.
Verschiedene Techniken werden angewendet, um das Übersprechen zu verringern: Verseilung und Schirmung der Kabeladern, Einsatz von Koaxialkabeln, Einsatz von Lichtwellenleiterkabeln. Glasfaserkabel sind unempfindlich gegen Übersprechen zwischen den einzelnen Glasfasern.
Bei bestimmten Modulationsverfahren tritt Übersprechen auch zwischen den einzelnen Kanälen in dem Medium auf (zum Beispiel WDM bei Lichtwellenleiter).

## Nahübersprechen
Als Nahübersprechen oder Nahnebensprechen (near end crosstalk, NEXT) bezeichnet man das Störsignal, das am nahen Ende, also auf Seite des Senders, empfangen wird. Der Pegel des Störsignals ist größer als beim FEXT.
```
Senderseite                               Empfängerseite
Signal A → ========================== → Signal A - Dämpfungsverluste
             || |  |  |   :     :
             VV V  V  v   v     v
 NEXT(A) ← ========================== → FEXT(A)
```

## Fernübersprechen
Fernübersprechen oder Fernnebensprechen (far end crosstalk, FEXT)
ist die Einkopplung durch einen störenden Sender „am vom Opfer-Empfänger fernen Ende“ bzw. „auf der Seite des zu empfangenden Senders“. Störer und Opfer befinden sich an unterschiedlichen und damit fernen Enden des Kabels.
Die Störung erfährt die Dämpfung der Leitung.

## Fremdübersprechen
Das Fremdübersprechen (Alien crosstalk, AXT) entsteht durch Signaleinkopplung nicht durch die Leitungen eines gemeinsamen Kabelstrangs, sondern durch andere in der Nähe verlegte Kabel. Diese Einkopplungen treten unkorreliert zum Nutzsignal auf und lassen sich ähnlich schwer herausfiltern wie Rauschen.
Das Fremdübersprechen wird zusätzlich untergliedert, ob es am nahen oder am fernen Ende beobachtet wird.
- Fremdnahübersprechen (alien near end crosstalk, ANEXT)
- Fremdfernübersprechen (alien far end crosstalk, AFEXT)

## Symbolübersprechen
Symbolübersprechen stellt im Gegensatz zu anderen Arten des Übersprechen ein zeitliches Übersprechen am selben Kanal dar und kann bei der Übertragung digital kodierter Information auftreten. Es ist die Wechselwirkung zwischen (nicht unbedingt unmittelbar) aufeinanderfolgenden Symbolen in der Übertragungstechnik.

## Akustisches Übersprechen
In der Tontechnik spricht man auch bei der unerwünschten Tonaufnahme von benachbarten Schallquellen durch Mikrofone bei Aufnahmen oder Übertragungen mit mehreren Mikrofonen (Hauptmikrofon und Stützmikrofonen) von Übersprechen. Genauer gesagt ist dies ein akustisches Übersprechen (englisch leakage, spillage oder bleeding). Musikinstrumente sprechen akustisch über, wie zum Beispiel die Hi-Hat auf das Snare-Mikrofon. Dieses „bleed“ als Übersprechen ist nicht generell unerwünscht, sondern wird auch zum Klangdesign bei der Räumlichkeitsgestaltung verwendet; siehe hierzu die Drei-zu-eins-Regel (3:1-Regel).

## Übersprechen in der Unterhaltungselektronik
Auch bei Geräten der Unterhaltungselektronik tritt elektrisches Übersprechen auf, wobei dies in der Regel zwischen den beiden Stereo-Kanälen geschieht. Verstärker sind davon weniger betroffen, stärker ist das Phänomen bei analogen Signalquellen wie Plattenspielern, Kassettendecks und Tonbandgeräten ausgeprägt. In den 1960er Jahren war das Übersprechen bei der Wiedergabe von Schallplatten noch so hoch, dass zur Erzielung eines Stereo-Effekts jeweils die Hälfte der Instrumente und Stimmen fast ausschließlich auf einem der Kanäle aufgezeichnet wurden (Knüppelstereofonie). Bei der digitalen Signalverarbeitung wie im CD-Player oder bei MP3-Dateien tritt das Phänomen nicht mehr (oder nur vernachlässigbar) auf.
Eine spezielle Art des Übersprechens tritt auf beim Kopiereffekt, bei dem sich stärkere Signale auf einem Magnetband auf die benachbarten Lagen einer Bandspule kopieren.